# Mittlerer Großflugbeutler
Der Mittlere Großflugbeutler (Petauroides armillatus) ist ein Säugetier aus der Familie der Ringbeutler (Pseudocheiridae). Er kommt im nordöstlichen Australien, im mittleren Queensland zwischen Townsville im Norden und Roma im Süden vor. Der Mittlere Großflugbeutler galt ursprünglich als Unterart von Petauroides volans (jetzt Südlicher Großflugbeutler). Im 2015 erschienen Beuteltierband des Handbook of the Mammals of the World, einem Standardwerk der Mammalogie, wird er als eigenständige Art geführt.

## Merkmale
Die Tiere erreichen eine Kopfrumpflänge von 30 bis 42 cm, haben einen 40 bis 53 cm langen Schwanz und wiegen 750 bis 1200 g. Damit steht die Art in ihrer Körpergröße zwischen dem kleineren Nördlichen Großflugbeutler (Petauroides minor) und dem größeren Südlichen Großflugbeutler (Petauroides volans). Verglichen mit dem Nördlichen Großflugbeutler hat der Mittlere Großflugbeutler größere Ohren. Außerdem helle Flecken an der Basis der Ohren. Der graubraune Bereich in der Rückenmitte ist deutlich dunkler und kontrastiert mit der hellgrauen Färbung der Körperseiten. Die Kopfoberseite ist dunkler, ein dunklerer Streifen auf der Kopfmitte fehlt aber. Oberarme, Oberbeine und der körpernahe Abschnitt des Schwanzes sind hellgrau, Unterarme, Unterbeine und die distale Hälfte des Schwanzes sind dunkelgrau. Wie die zwei anderen Arten der Riesengleitbeutler besitzt die Art Gleitmembranen, die vom Ellbogen bis zur Ferse reichen und den Tieren einen Gleitflug ermöglichen.

## Lebensraum und Lebensweise
Der Mittlere Großflugbeutler lebt in offenen Wäldern, die von Eukalyptusbäumen dominiert werden. Die Lebensweise der Art ist bisher nicht genauer erforscht worden. Sie entspricht wahrscheinlich weitgehend der des besser erforschten Südlichen Großflugbeutlers.